# آدمیرال اسپورتزور
آدمیرال اسپورتزور، (به انگلیسی: Admiral Sportswear) یک کمپانی تولیدکننده لباس تیم‌های کریکت و فوتبال است.
آدمیرال در سال ۱۳۵۷ اسپانسر تیم رستاخیز خرمشهر بود، که بعد از صعود از دست دوم برای بر اول در جام تخت جمشید بازی کرد. آن‌ها تا ۲۳ آوریل ۲۰۰۸، تولیدکننده لباس تیم ملی کریکت انگلستان بودند. هم‌چنین تا پایان فصل ۰۸–۲۰۰۷ طراح لباس تیم لیدز یونایتد بودند.